# Associazione Calcio Pistoiese 2000-2001
Questa pagina raccoglie le informazioni riguardanti l'Associazione Calcio Pistoiese nelle competizioni ufficiali della stagione 2000-2001.

## Stagione
Nella stagione 2000-2001 la Pistoiese disputa il campionato di Serie B, raccoglie 41 punti con il sedicesimo posto in classifica. Ancora una salvezza ottenuta con sofferenza, in un campionato disputato costantemente nella zona pericolosa della classifica. Tre tecnici si sono alternati alla guida della Pistoiese, nel tentativo riuscito, di mantenere la categoria. Il girone di andata si è concluso a gennaio con gli arancioni in quart'ultima posizione con 20 punti, il girone di ritorno ha avuto lo stesso andamento, con la salvezza che è arrivata con tre giornate di anticipo, grazie alla vittoria (1-3) ottenuta a Cosenza. Due gli attaccanti pistoiesi in doppia cifra in questa stagione, Ciccio Baiano con 12 reti, e Girolamo Bizzarri autore di 10 reti. Nella Coppa Italia la Pistoiese disputa il terzo girone preliminare, che è stato vinto dall'Atalanta, davanti a Pistoiese, Ravenna ed Avellino.

## Rosa
| N. |                    | Ruolo | Calciatore          |
| -- | ------------------ | ----- | ------------------- |
| 2  | Italia (bandiera)  | D     | Marco Mazzoli       |
| 3  | Italia (bandiera)  | D     | David Bianchini     |
| 4  | Italia (bandiera)  | C     | Gianluca Lillo      |
| 5  | Italia (bandiera)  | D     | Andrea Bellini      |
| 6  | Italia (bandiera)  | C     | Fabrizio Fioretti   |
| 6  | Italia (bandiera)  | D     | Mauro Bianchi       |
| 7  | Italia (bandiera)  | C     | Christian Cimarelli |
| 8  | Italia (bandiera)  | C     | Luigi Riccio        |
| 8  | Italia (bandiera)  | C     | Vincenzo Riccio     |
| 9  | Nigeria (bandiera) | A     | Hashimu Garba       |
| 9  | Italia (bandiera)  | A     | Alessandro Sgrigna  |
| 9  | Italia (bandiera)  | A     | Giuseppe Perrone    |
| 10 | Italia (bandiera)  | A     | Girolamo Bizzarri   |
| 11 | Italia (bandiera)  | A     | Alfredo Aglietti    |
| 12 | Italia (bandiera)  | P     | David Dei           |
| 13 | Italia (bandiera)  | A     | Cristian Biancone   |
| 14 | Italia (bandiera)  | D     | Vincenzo Lambertini |
| 15 | Italia (bandiera)  | A     | Francesco Baiano    |
| 16 | Italia (bandiera)  | C     | Daniele Amerini     |
| 17 | Italia (bandiera)  | C     | Massimo Orlando     |
| 18 | Italia (bandiera)  | C     | Marco Vendrame      |

| N. |                           | Ruolo | Calciatore              |
| -- | ------------------------- | ----- | ----------------------- |
| 19 | Argentina (bandiera)      | C     | Adrián Ricchiuti        |
| 19 | Costa d'Avorio (bandiera) | D     | Ghislain Akassou        |
| 20 | Italia (bandiera)         | A     | Marco Ferro             |
| 21 | Italia (bandiera)         | D     | Giancarlo Pantano       |
| 21 | Italia (bandiera)         | D     | Manuele Guzzo           |
| 22 | Italia (bandiera)         | D     | Michele Pagano          |
| 22 | Italia (bandiera)         | C     | Claudio Nuti            |
| 23 | Italia (bandiera)         | P     | Juri Gelli              |
| 24 | Italia (bandiera)         | C     | Daniele Bellotto        |
| 25 | Italia (bandiera)         | C     | Michele De Sole         |
| 26 | Italia (bandiera)         | C     | Roberto Gemmi           |
| 27 | Italia (bandiera)         | D     | Nicola Carlo Pagani     |
| 28 | Italia (bandiera)         | C     | Massimiliano Allegri    |
| 29 | Italia (bandiera)         | D     | Alessandro Evangelisti  |
| 29 | Italia (bandiera)         | C     | Angelo Carbone          |
| 30 | Italia (bandiera)         | P     | Alberto Maria Fontana   |
| 31 | Italia (bandiera)         | D     | Danilo Zini             |
| 33 | Italia (bandiera)         | D     | Andrea Barzagli         |
| 33 | Italia (bandiera)         | C     | Pasquale Domenico Rocco |
| 34 | Italia (bandiera)         | D     | Alex Frer Negro         |

## Risultati

### Campionato

#### Girone di andata
| Arbitro: | Braschi (Prato) |

|  |           |                            |
|  | Marcatori | 35’ Cimarelli 71’ Bellotto |

| Arbitro: | Rodomonti (Teramo) |

|            |           |             |
| Baiano 78’ | Marcatori | 4’ Ferrante |

| Arbitro: | Castellani (Verona) |

|                         |           |                          |
| C. Esposito Jovicic 57’ | Marcatori | 45’ Bizzarri 70’ Allegri |

| Arbitro: | Pirrone (Messina) |

|  |           |           |
|  | Marcatori | 85’ Baicu |

| Arbitro: | Pieri (Genova) |

|                      |           |                                                     |
| Dell'Anno 59’ (rig.) | Marcatori | 45+1’ Bizzarri 53’ Baiano 73’ Aglietti 78’ Biancone |

| Arbitro: | Palmieri (Cosenza) |

|  |           |            |
|  | Marcatori | 19’ Fanesi |

| Arbitro: | Ayroldi (Molfetta) |

|                           |           |              |
| M. Vieri 39’ De Palma 77’ | Marcatori | 51’ Aglietti |

| Arbitro: | Morganti (Ascoli Piceno) |

|  |           |                                                   |
|  | Marcatori | 38’ Deflorio 53’ Fialdini 63’ (rig.), 71’ Ambrosi |

| Cagliari 1 novembre 2000 9ª giornata | Cagliari        | 0 – 0 | Pistoiese | Stadio Sant'Elia\| Arbitro: \| Fausti (Milano) \| |
| Arbitro:                             | Fausti (Milano) |       |           |                                                   |

| Arbitro: | Serena (Bassano del Grappa) |

|            |           |  |
| Riccio 63’ | Marcatori |  |

| Arbitro: | Sofritti (Ferrara) |

|                            |           |                           |
| Grabbi 4’ Benin 40’, 45+1’ | Marcatori | 12’ Bizzarri 81’ Bellotto |

| Arbitro: | Morganti (Ascoli Piceno) |

|                |           |  |
| Lambertini 88’ | Marcatori |  |

| Arbitro: | Dondarini (Finale Emilia) |

|                |           |  |
| Di Michele 22’ | Marcatori |  |

| Arbitro: | Morganti (Ascoli Piceno) |

|                                           |           |                                       |
| Aglietti 8’ Gemmi 44’ Bizzarri 82’ (rig.) | Marcatori | 34’ Boisfer 48’ Tangorra 90+2’ Atzeni |

| Arbitro: | Rosetti (Torino) |

|              |           |                                  |
| Bizzarri 34’ | Marcatori | 69’ Bazzani 90’ (rig.) Di Napoli |

| Arbitro: | Bonfrisco (Monza) |

|                 |           |  |
| Campolonghi 20’ | Marcatori |  |

| Arbitro: | Nucini (Bergamo) |

|             |           |              |
| Amerini 70’ | Marcatori | 49’ Zampagna |

| Arbitro: | Pieri (Genova) |

|              |           |  |
| Caccia 90+4’ | Marcatori |  |

| Arbitro: | Tombolini (Ancona) |

|                                  |           |            |
| Bizzarri 21’ Zini 77’ Baiano 80’ | Marcatori | 59’ Zanini |

#### Girone di ritorno
| Arbitro: | Bolognino (Milano) |

|            |           |                             |
| Baiano 79’ | Marcatori | 63’ Bresciano 75’ Maccarone |

| Arbitro: | Morganti (Ascoli Piceno) |

|                           |           |  |
| Maspero 32’ Artistico 90’ | Marcatori |  |

| Arbitro: | Gabriele (Frosinone) |

|                                       |           |           |
| Bellotto 34’ Amerini 88’ Riccio 90+3’ | Marcatori | 89’ Luiso |

| Arbitro: | Trefoloni (Siena) |

|                       |           |            |
| Cinetto 58’ Baicu 63’ | Marcatori | 21’ Baiano |

| Arbitro: | Saccani (Mantova) |

|                                  |           |                             |
| Bellotto 14’ Bizzarri 48’ (rig.) | Marcatori | 10’ Vecchiola 22’ Cristante |

| Arbitro: | Fausti (Milano) |

|            |           |                              |
| Bianco 22’ | Marcatori | 29’ Lambertini 81’ Cimarelli |

| Arbitro: | Palmieri (Cosenza) |

|                |           |             |
| Bizzarri 90+1’ | Marcatori | 31’ Parente |

| Arbitro: | Castellani (Verona) |

|           |           |  |
| Reggi 55’ | Marcatori |  |

| Arbitro: | Fausti (Milano) |

|                                                 |           |                                |
| Baiano 35’, 42’ (rig.) Perrone 51’ Biancone 89’ | Marcatori | 21’ Cammarata 60’ (rig.) Conti |

| Arbitro: | Treossi (Forlì) |

|                      |           |            |
| Iv. Franceschini 44’ | Marcatori | 87’ Baiano |

| Arbitro: | Nucini (Bergamo) |

|                           |           |                              |
| Bianchini 62’ Perrone 76’ | Marcatori | 13’, 66’ Ripa 86’ Borgobello |

| Arbitro: | Dondarini (Finale Emilia) |

|  |           |                   |
|  | Marcatori | 65’ (rig.) Baiano |

| Arbitro: | Castellani (Verona) |

|            |           |                |
| Baiano 38’ | Marcatori | 52’ Di Michele |

| Genova 29 aprile 2001 33ª giornata | Genoa                | 0 – 0 | Pistoiese | Stadio Luigi Ferraris\| Arbitro: \| Gabriele (Frosinone) \| |
| Arbitro:                           | Gabriele (Frosinone) |       |           |                                                             |

| Arbitro: | Ayroldi (Molfetta) |

|           |           |  |
| Pavan 54’ | Marcatori |  |

| Arbitro: | Dondarini (Finale Emilia) |

|  |           |                 |
|  | Marcatori | 71’ Campolonghi |

| Arbitro: | Soffritti (Ferrara) |

|            |           |                                            |
| Guidoni 4’ | Marcatori | 24’ (rig.), 56’ (rig.) Baiano 68’ Bellotto |

| Arbitro: | Pieri (Genova) |

|           |           |           |
| Rocco 17’ | Marcatori | 4’ Miceli |

| Arbitro: | Morganti (Ascoli Piceno) |

|                           |           |                     |
| Degano 31’, 54’ Ganci 52’ | Marcatori | 85’ (rig.) Bizzarri |

### Coppa Italia

#### girone 3
| Arbitro: | Soffritti (Ferrara) |

|               |           |                                        |
| Cristante 87’ | Marcatori | 26’ (rig.) Allegri 50’ (rig.) Aglietti |

| Arbitro: | Bertini (Arezzo) |

|              |           |                                               |
| Bellotto 70’ | Marcatori | 47’, 55’ Mascara 65’ Piccioni 90+3’ Capezzuto |

| Arbitro: | Bonfrisco (Monza) |

|           |           |              |
| Zauri 45’ | Marcatori | 87’ Bizzarri |